# Celebration (Q;indiviのアルバム)
『Celebration』（セレブレーション）は、Q;indiviのスピンオフとしてQ;indivi Starring Rin Oikawa名義で2009年7月1日にiTunes Storeにて先行配信、2009年7月8日に発売されたアルバムである。

## 概要
今作品はタイトル『Celebration』からもわかるように祝福・愛情をコンセプトにしており、多くの有名なクラシックナンバーをQ;indiviらしくアレンジした作品である。ボーカルの及川リンがすべて英語で作詞している。
ジャケットデザインはIN THE CASTLE DESIGN OFFICEが手がけている。
2009年12月4日にはアナログ盤も発売された。
2011年11月2日にレンタル限定で『Celebration Deluxe Edition』がリリースされた。タイトルがデラックスエディションとなったように新たに4曲が追加収録されている。

## 評価
先行配信されたiTunes Storeでは数週にわたり総合アルバムチャートで上位を獲得、ダンスミュージックアルバムおよびソングチャートでは一位を含む上位を複数獲得するなどリスナーからも高い評価を得ている。
また、2009年11月6日に同名義からHMV限定で発売された『X'mas Celebration』が2009年11月11日、iTunes Storeで配信開始されダンスミュージックアルバムチャートで一位を獲得すると『Celebration』は同時に二位を獲得する快挙を達成。
徐々に評価が高まっている。
実際の結婚式やテレビ番組内のウェディングシーンなどで本作をはじめとした『Celebration』シリーズ収録曲がたびたびBGMに使用されている。

## 収録曲
1. Air On The G String - G線上のアリア
原曲：バッハ
2. Pomp and Circumstance - 威風堂々
原曲：エルガー
3. Wedding March - 結婚行進曲
原曲：メンデルスゾーン
4. Salute D’amour - 愛の挨拶
原曲：エルガー
5. Turandot - トゥーランドット
原曲：プッチーニ
6. Serenade for Strings - 弦楽セレナーデ
原曲：チャイコフスキー
7. Pathetic - 悲愴
原曲：ベートーヴェン
8. Gymnopédie - ジムノペディ
原曲：サティ
9. Clair de Lune - 月の光
原曲：ドビュッシー
10. Etude - 別れの曲
原曲：ショパン
11. Jesu, Joy Of Man’s Desiring - 主よ人の望みの喜びを
原曲：バッハ

## 特典
- TOWER RECORDS（先着購入特典CD）
  1. Pomp and Circumstance - 威風堂々（Long Extended Mix） （8:18）
  2. Pomp and Circumstance - 威風堂々（Long Extended Mix-inst）（8:17）
- HMV（先着購入特典CD）
  1. Gymnopedie - ジムノペディ（Long Extended Mix）
  2. Gymnopedie - ジムノペディ（Long Extended Mix-inst）
- ヴィレッジ・ヴァンガード
『ガルシア・マルケス』とQ;indiviがコラボレーションしたジャケット

## Deluxe Edition 収録曲
以下は2011年11月2日にレンタル限定リリースされた『Celebration Deluxe Edition』の収録曲である。太字が新たに収録されたもの。
1. Celebration Fragments -Preview of Celebration Series-
『Celebration』シリーズの聞き所を断片的に数曲プレビュー収録されている。Francfrancの企画盤『AQUA』にのみ収録されていた音源を収録。
2. Wedding March - 結婚行進曲 (Winter Remix)
HMV限定リリースされた『X'mas Celebration』にのみ収録されていた音源を収録。
3. Air On The G String - G線上のアリア
4. Pomp and Circumstance - 威風堂々
5. Wedding March - 結婚行進曲
6. Salute D’amour - 愛の挨拶
7. Turandot - トゥーランドット
8. Serenade for Strings - 弦楽セレナーデ
9. Pathetic - 悲愴
10. Gymnopédie - ジムノペディ
11. Clair de Lune - 月の光
12. Etude - 別れの曲
13. Jesu, Joy Of Man’s Desiring - 主よ人の望みの喜びを
14. Still Dreaming (Q;indivi in Early Summer Remix)
Francfrancの企画盤『AQUA』にのみ収録されていた音源を収録。
15. Can't Take My Eyes Off of You - 君の瞳に恋してる (Late Night Tails Version)
Francfrancの企画盤『AQUA』にのみ収録されていた音源を収録。